# عادل بشير
عادل بشير لاعب وإداري وحكم ومدرب كرة قدم عراقي راحل، ولد في الموصل في عام 1926، وتوفي في 9/10/1978 . ويعد من ابرز المدربين العراقيين خلال حقبة الستينات وأوائل السبعينات، حيث اقترن اسمه بأغلب الانجازات المتحققة في تلك الفترة على صعيد المنتخبين الوطني والعسكري.

## سيرته لاعبا
قضى عادل بشير فترة قصيرة في عمره الرياضي كلاعب في الملاعب العراقية.. حيث مثل فريق الكلية العسكرية خلال فترة اواخر الاربعينات وحتى اواسط الخمسينات... واستدعي لتمثيل فريق الحرس الملكي الذي لعب ضد منتخب باكستان العسكري في لقاء ودي في عام 1950 ببغداد.. كما مثل المنتخب العسكري العراقي خلال بطولة الجيوش الآسيوية في طهران عام 1955.. ليعتزل الملاعب بعدها ويتجه إلى التدريب

## وظائف ومهام أخرى
تخرج من الكلية العسكرية ببغداد عام 1951.. وفي عام 1954 انتظم في دورة تدريبية بمعية شوقي عبود في انكلترا.. ونجح فيها بامتياز..وفي عام 1960 شارك في دورة تدريبية ثانية في انكلترا أيضا... ! عمل في تحكيم المباريات المحلية (1964-1966).. ومديرا لالعاب الجيش..وفي عام 1961 اقترح على اتحاد اللعبة ان تنظم البطولة المحلية بطريقة الدوري بدل طريقة التسقيط الزوجي وهو النظام الذي جرت عليه البطولة بعد ذلك...وجاء ذلك بعد مشاهدته لمباريات الدوري الإنكليزي بدرجاته المختلفة خلال تواجده هناك ! شغل منصب سكرتير الاتحاد العراقي لكرة القدم في عام 1960.. وتراس الاتحاد العراقي في دورتين.. الأولى (1964-1966) والثانية من (1971-1972)...وشغل أيضا منصب الامين العام المساعد للجنة الأولمبية العراقية..كما كان رئيسا للجنة التي اعدت النظام الداخلي للاتحاد العراقي لكرة القدم

## سيرته مدربا
يعد المدرب عادل بشير ابرز مدرب عراقي خلال فترة الستينات وبداية عقد السبعينات... والأكثر تحقيقا للانجازات للكرة العراقية خلال تلك الحقبة... فتحت قيادته احرز العراق أول القابه العربية.. بنيله كأس العرب الثانية في الكويت عام 1964... كما احرز مع المنتخب العسكري ولاول مرة لقب بطولة العالم العسكرية في بغداد عام 1972... وهو أول مدرب يقود منتخب العراق في افتتاح ملعب الشعب الدولي في 6/11/1966 بلقاء فريق بنفيكا البرتغالي ! اما ابرز انجازاته كمدرب.. فهي احرازه ل كأس العرب مرتين عام 1964 و1966... وبطولة الجيوش العربية عام 1965.. وبطولة مجموعة غرب آسيا (تصفيات كأس آسيا) عام 1971 وبطولة العالم العسكرية عام 1972 !

## قيادته للمنتخب الوطني العراقي
هو ثاني مدرب بعد شوقي عبود يقود منتخب العراق ويكون ذو خلفية عسكرية... ! قاد المنتخب الوطني العراقي خلال ثلاث فترات تدريبية... تكللت جميعها بنجاحات مميزة افتقرت إليها تجارب المدربين العراقيين الاخرين في تلك الفترة !
الفترة الأولى كانت عام 1964.. حيث قاد الفريق في بطولة كأس العرب الثانية في الكويت... في تشرين الثاني نوفمبر..حقق العراق الفوز على الكويت ولبنان بهدف واحد دون مقابل وعلى الأردن 3-1 وتعادل مع ليبيا بهدف واحد ليحرز كاس البطولة التي اقيمت بأسلوب الدوري بفارق نقطة عن المنتخب الليبي الذي حل ثانيا ! ليكون ذلك أول لقب تتوج به الكرة العراقية في تاريخها بعد (14) عاما من انتمائها للفيفا ! وكانت تشكيلة المدرب عادل بشير للدورة قد تالفت من: محمد ثامر-لطيف شندل-جميل عباس-كوركيس إسماعيل-حسن علي-صاحب خزعل-شاكر إسماعيل-محمد عبد المجيد-شامل طبرة-شامل فليح-محمد نجم-قيس حميد-خوشابالاو-فالح حسن وصفي-حسين هاشم-كلبرت سامي-قاسم محمود-هشام عطا عجاج !
الفترة الثانية كانت عام 1966 خلفا لزميله شوقي عبود.. حيث قاد الفريق العراقي في بطولة دورة معرض طرابلس في ليبيا.. بمشاركة منتخبات المغرب وتونس إضافة إلى ليبيا.. حقق العراق الفوز على تونس وليبيا بهدفين مقابل لاشئ.. وخسر امام المغرب بهدف دون مقابل... وبذلك تساوى المنتخبان العراقي والمغربي برصيد اربع نقاط.. ليخوضا المباراة الفاصلة التي انتهت بهزيمة العراق 1-2 واحتلاله المرتبة الثانية في البطولة التي جرت في شهر اذار مارس من ذلك العام ! عاد بعدها وفد المنتخب إلى بغداد.. ليدخل مدافعا عن لقبه في بطولة كأس العرب الثالثة التي استضافها العراق.. في شهر نيسان أبريل.. وهي أول بطولة دولية يستضيفها العراق ! شهدت التشكيلة الإبقاء على عدد من العناصر التي مثلت العراق في البطولة السابقة قبل عامين.. حيث تواجد مجددا كل من: محمد ثامر-حسن بلة-صاحب خزعل- شامل فليح-هشام عطا عجاج-قيس حميد-كوركيس إسماعيل-قاسم محمود-حسين هاشم... إضافة إلى الوجوه الجديدة ممن اشترك بعضهم في بطولة المعارض في ليبيا: حامد فوزي -جبار رشك-سلمان داود -نوري ذياب-محمود اسد- باسل مهدي-عامر جميل-طارق رزوقي.. والوجه الصاعد شدراك يوسف الذي اختير فيما بعد كأفضل لاعب في البطولة ! تواجد العراق في المجموعة الأولى في الدورة التي اشتركت فيها (10) منتخبات عربية لأول مرة.. وحقق الفريق المضيف الفوز على الكويت 3-1 وعلى الأردن 2-1 وعلى البحرين 10-1 (رقم قياسي) وتعادل مع لبنان سلبيا ليتصدر العراق المجموعة بفارق الاهداف عن المنتخب اللبناني..وفي المباراة نصف النهائية تغلب العراق على ليبيا ب 3-1 ليقابل المنتخب السوري في المباراة النهائية التي جرت على ملعب الكشافة في بغداد ويتغلب عليه 2-1 ويحتفظ بكاس العرب التي توقفت منافساتها بعد تلك الدورة قبل أن يعاد احياؤها عام 1985 ! اما اخر نشاطات المنتخب العراقي تحت قيادة عادل بشير في فترته الثانية.. فكانت لقاء وديا ضد فريق بنفيكا البرتغالي المعروف الذي ضم الكثير من عناصر المنتخب البرتغالي الذي احرز المركز الثالث في المونديال عام 1966 كالهداف العالمي أوزيبيو ! وقد انتهت المباراة التي شهدت مشاركة وجهين جديدين مع الفريق العراقي هما عبد كاظم والبرت خوشابا بفوز الفريق البرتغالي بنتيجة 2-1 لتكون تلك أولى المباريات التي تجري على ستاد الشعب في بغداد على الإطلاق ! وهكذا بلغت حصيلة الفترة الثانية (11) مباراة حقق العراق الفوز في سبع منها وتعادل في واحدة وخسر ثلاث مرات !
الفترة الثالثة كانت في عام 1971.. يوم استلم الفريق في التصفيات الأولمبية لاولمبياد ميونخ 1972 خلفا للمدرب السوفيتي د0يوري ايلتشيف.. وذلك بعد الأداء المتواضع للفريق العراقي في التصفيات... وكان الفريق العراقي قد تلقى هزيمة كبيرة امام الفريق اللبناني في بيروت 0-1 وهي الخسارة الوحيدة للعراق في تاريخ لقاءاته مع لبنان.. ولم يتمكن المنتخب العراقي من تحقيق أكثر من الفوز بنفس النتيجة في بغداد... ليتم اقصاء المدرب السوفيتي... ويتولى عادل بشير مهمة اكمال التصفيات ! قاد الفريق العراقي في اللقاء الفاصل الذي جرى في إسطنبول وانتهى بفوز العراق 2-1 وتاهله إلى المرحلة التالية ! اجرى بعد ذلك عدة تغييرات كان من ابرزها الاعتماد على صباح نوري وعبد كاظم وعلي كاظم وطارق عزيز وابعاد الوجه الشاب فلاح حسن والمخضرم نوري ذياب ! حقق العراق فوزا مهما على كوريا الشمالية في الدور الثاني بهدف واحد ضد لا شيء في بغداد...واستعدادا للقاء الحاسم تغلب العراق على الكويت وديا في بغداد 3-1... غير انه عاد بالخسارة الثقيلة من بيونغ يانغ بنتيجة صفر-3.. ليودع التصفيات...! استمر بعد ذلك مع المنتخب العراقي..وقاد العراق في تصفيات امم آسيا التي يسجل العراق تواجده فيها للمرة الأولى بعد انضمامه إلى الاتحاد الآسيوي في نفس العام ! اقيمت التصفيات بطريقة البطولة لمجموعة غرب آسيا... واستضافتها دولة الكويت ! اختار عادل بشير تشكيلته فضمت: ستار خلف-صبيح عبد علي-مجيد علي-مجبل فرطوس-صاحب خزعل-صباح نوري-دكلص عزيز-شدراك يوسف -رياض نوري-حازم جسام-صباح حاتم-رزاق أحمد-شامل كامل-علي كاظم-مظفر نوري...! في المباراة الأولى تعادل العراق مع الكويت بهدف واحد.. ليتم على ضوء نتيجة المباراة وضعه في المجموعة الأولى مع منتخبات البحرين والأردن وسريلانكا... حقق العراق فوزا كبيرا على سريلانكا بنتيجة 5-صفر في المباراة التي شهدت حدثين تاريخيين.. اولهما مشاركة الاشقاء الثلاثة رياض نوري وصباح نوري ومظفر نوري في المباراة.. وثانيهما الهدف الذي احرز حارس مرمى منتخب العراق ستار خلف من ضربة جزاء ليكون أول حارس عراقي يسجل هدفا دوليا ! بعد ذلك تجاوز العراق البحرين بهدف والأردن بهدفين.. ليتاهل إلى الدور نصف النهائي.. ويتغلب على لبنان 4-1.. ويفوز على الكويت بهدف المراهق رياض نوري (16 سنة) وينال لقب البطولة وتذكرة المرور إلى نهائيات امم آسيا للمرة الأولى ! واصل عادل بشير اشرافه على المنتخب الوطني العراقي.. ليقوده في بطولة كاس فلسطين الأولى التي استضافتها بغداد مطلع عام 1972 والتي كانت بمثابة بديل لبطولة كاس العرب المتوقفة ! اوقعت القرعة العراق في المجموعة الأولى... والتي حقق فيها الفوز على ليبيا 3-صفر والكويت 3-1 وتعادل مع مصر سلبيا ليتصدر المجموعة.. ويقابل الجزائر ويفوز عليها 3-1.. قبل أن يخسر المباراة النهائية امام مصر بنفس النتيجة ويكتفي باحراز المركز الثاني في الدورة.. ولعب العراق بنفس التشكيلة التي لعب بها في تصفيات امم آسيا مع إضافة كل من عبد كاظم وعبد الصمد اسد وعمو يوسف وفلاح حسن ! وفي نهاية الفترة الثالثة يكون قد قاد المنتخب العراقي في (15) مباراة.. فاز في (11) منها وخسر مرتين وتعادل في مثلهما !
وكان نهائي بطولة كاس فلسطين في بغداد.. اخر مباراة يشرف فيها عادل بشير على منتخب العراق الوطني... بعد أن قاده في ثلاث فترات تدريبية وبما مجموعه (30) مباراة.. فاز العراق في (21) وتعادل في (4) وخسر في (5).. ليكون المدرب الأكثر تواجدا خلال فترة الستينات وبداية السبعينات... وهو الرقم الذي استمر بعد ذلك بضعة سنوات قبل أن يحطمه شيخ المدربين العراقيين عمو بابا.. والطريف ان عمو بابا ورغم كونه من ابرز لاعبي العراق خلال فترة الستينات الا انه لم يكن ضمن تشكيلتي عادل بشير اللتين احرزتا كاس العرب في 64و66 بسبب اصابته التي تزامنت مع أحداث البطولتين !

## قيادته للمنتخب العسكري العراقي
قاد عادل بشير منتخب العراق العسكري فترة طويلة امتدت من بداية الستينات حتى أوائل السبعينات.. ! حيث اشرف على الفريق في تصفيات بطولة العالم العسكرية من عام 1961 وحتى عام 1967.. باستثناء عام 1963 يوم قاد الفريق المدرب اليوغسلافي كوستا توماسفيتش ! ولم يتمكن المنتخب العسكري العراقي من تحقيق حلمه ببلوغ نهائيات كاس العالم العسكرية خلال تلك السنوات الطوال بسبب اصطدامه الدائم بحاجزي تركيا أو إيران في كل مرة ! كذلك اشرف على المنتخب العسكري العراقي في بطولة الجيوش العربية في سوريا في 1965 والتي حقق فيهما العراق نتائج جيدة ! وفي عام 1972.. ختم عادل بشير مشواره مع المنتخب العسكري. بتحقيق حلم السنين... بالتواجد في النهائيات التي استضافتها بغداد.. ويومها فاز العراق على اليونان 1-صفر وعلى ساحل العاج 3-صفر وتعادل مع تركيا 2-2 ومع إيطاليا 1-1.. ليحرز ولاول مرة كاس العالم العسكرية.. ليكون أول فريق عربي وآسيوي ينال كاس البطولة... وتكون تلك اخر مرة يقود فيها عادل بشير منتخبا عراقيا.. حيث غاب عن ساحات التدريب حتى رحيله في تشرين الأول أكتوبر من عام 1978